# TJR
T.J. Rozdilsky (Danbury, Connecticut, 15 de marzo de 1983), conocido por su nombre artístico TJR, es un DJ, y productor estadounidense. 
Cuenta con un extenso repertorio de remixes y tracks originales, ya que ha estado pinchando en muchos clubs y por eso es uno de los DJ´s más prominentes. Antes de sumergirse en la escena de la música se dedicaba a la práctica del golf. En 2012 el cantante cubano-estadounidense Pitbull utilizó el sampleo de "Funky Vodka", en su canción Don't Stop the Party incluido en el álbum Global Warming. En 2013 lanzó el sencillo Ode To Oi por el sello London Records. En 2015 lanzó su track más reciente llamado How Ya Feelin por el sello Spinnin Records.

## Discografía

### Sencillos
2005
- Time Bomb
- Introducing The Acid OG´s (con Terry Mulan y Kevin Ford)
- Old Skool
- The Language of Acid!

2006
- System On Blast

2007
- Natural Causes

2008
- Bass Is The Place

2009
- Eat, Breathe, Sleep
- Trick Baby (con Hot Mouth)
- Move This World

2010
- All I Need

2011
- Juke It (con DJ Gant-Man)

2012
- Eat God See Acid
- Feel It
- Funky Vodka
- Higher 2.0
- Face Melt
- Same Old Fool
- Jacked Up Funk (con DJ Dan)
- Don't Stop the Party (con Pitbull)
- Ode To Oi

2013
- Don't Hertz Me (con Deth Hertz)
- What's Up Suckaz

2014
- Come Back Down (con Benji Madden)
- Bounce Generation (& VINAI)
- What's That Spell (& Dillon Francis)
- Ass Hypnotized (feat. Dances With White Girls)

2015
- Buckle Up
- Mic Check (& GTA)
- How Ya Feelin
- Angry Duck

2016
- We Wanna Party (feat. Savage)
- Dik Work (feat. DJ Funk)
- Fuck Me Up (feat. Cardi B)

2017
- Time To Jack
- Rollin (& Joel Fletcher)
- Higher State (& Chris Bushnell)
- Check This (& Reece Low) (feat. Fatman Scoop)

### Remixes
2007
- I´m in the Pocket (Canción de Paul Birken)
- The Remixes (Canción o álbum de Johnny Fiasco)
- Don´t Mess With Us (Canción de Hustle-N-Flow)

2008
- Dope (Canción de Cybersutra)
- Electric Dyslexic (Canción de Scratche)
- Stick 'Em (Canción de DJ Dan feat. Donald Glaude)
- 40's & Hoes (Canción de DJ Kue )
- Overdose (Canción de Chris Anderson)

2009
- Cut The Mix (Canción de Aniki feat. Bling Flingah)
- Boogie Monster (Canción de Armand Van Helden)
- Breakdown (Canción de Cold Blank)
- Chasing Trouble (Canción de Robb G)
- Bang It (Canción de Paul Anthony feat. ZXX. Cabe decir que Hot Mouth colabora con TJR para hacer el remix)

2010
- Apocalypse (Canción de Lonely Hearts Club)
- The Drop (Canción de LA Riots)

2011
- Limelight (Canción de Viro & Rob Analyze)
- World Tour (Canción de Mightyfools)
- Drunk In This (Canción de Surecut Kids con Cheasleauen)
- The Underground (Canción de WhiteNoize)
- Have My Way (Canción de Diamond Lights)
- NYC (Canción de Chris Lake & Nightriders)
- What Happens In Vegas (Canción de Chuckie & Gregor Salto)
- Hotel Party (Canción de Too Fresh con Marvell)
- Booty Move (Canción de TJR) (TJR Remake)

2012
- Let Go (Canción de Chris Arnott con Daddy Longlegs)
- Massive (Canción de Crookers)
- Delicious (Canción de Danny T con Oh Snap!)
- You And Me Tonight (Canción de Amy B y Warehouse)
- In the Morning (Canción de Robbie Rivera con Wynter Gordon)
- One Love (Canción de Diamond Lights)

2013
- Ah Yeah! (Canción de Will Sparks)

2014
- Talk Dirty (Canción de Jason Derulo con 2 Chainz)
- Only Getting Younger (Canción de Elliphant con Skrillex)
- Take U There (Canción de Jack Ü con Kiesza)

2015
- I Just Can't (Canción de Crookers con Jeremih)
- Ass Hypnotized (Canción de TJR con Dances With White Girls) (TJR Booty Remix)
- Girls On Drugs (Canción de Wale)